# Sam Lake
Sami Antero Järvi (28 de março de 1970), mais conhecido por seu nome artístico Sam Lake, é um roteirista e diretor finlandês de jogos eletrônicos que trabalha na desenvolvedora Remedy Entertainment. Nos Game Awards de 2023, venceu a categoria de melhor direção por Alan Wake II.
Lake é um bom amigo de Petri Järvilehto, membro fundador da Remedy, a empresa por trás de Max Payne. Järvilehto precisava de ajuda com o roteiro em Death Rally, e convidou Lake para escrevê-lo. Lake também escreveu o roteiro para o próximo jogo chamado Quantum Break para o Xbox One, que foi lançado em 2016.

## Carreira

### Max Payne
Lake desempenhou vários papéis no desenvolvimento de Max Payne. Ele escreveu a história e o roteiro do jogo, ajudou a projetar os níveis, e foi o modelo do rosto para o personagem de Max Payne. Ele posou como Max Payne nos quadrinhos do jogo também. Por causa do orçamento do jogo, a Remedy não podia contratar atores. Como resultado, Lake, junto com outros programadores da Remedy, artistas e staff desempenharam os papéis.
Na sequência, Max Payne 2: The Fall of Max Payne, a expansão de orçamento significava que Lake poderia se concentrar apenas na escrita. O roteiro do jogo acabou sendo cerca de quatro vezes maior que alguns roteiros de cinema. Para a sequela, o aumento de orçamento permitiu que a equipe contratasse atores profissionais para modelar para os novos quadrinhos e Lake foi consequentemente substituído pelo ator Timothy Gibbs. No entanto, se o jogador assistir a qualquer programa de TV durante o jogo, pode ver que Lake modelou vários personagens no lugar de Max Payne, em programas de TV e outdoors, como John Mirra no programa de televisão Address Unknown, bem como Senhor Valentine e Mama em Lords and Ladies, e, finalmente, Dick Justice em Dick Justice. Há também um mod não oficial que dá à personagem a sua velha cara.
O tema de encerramento, "Late Goodbye", que aparece em vários pontos do jogo, muitas vezes cantado pelos personagens do jogo, é baseado em um poema de Lake. A canção foi escrita pelo grupo finlandês Poets of the Fall.
O Chefe da máfia Vinnie Gognitti observa que o criador da série de desenhos animados no jogo, Captain Baseball Bat Boy, é um homem chamado Sammy Waters, que é uma brincadeira com o nome Sam Lake.
No filme Max Payne, que foi lançado em 2008, Sam Lake também forneceu alguma ajuda na escrita, embora na maior parte para a história do personagem.

### Alan Wake
Lake foi o principal escritor do "thriller de ação psicológica" de 2010 Alan Wake, que recebeu vários prêmios e uma recepção crítica positiva para seus personagens e história.
O próprio Lake aparece no jogo durante uma entrevista fictícia como convidado em um talk show junto com o personagem-título. Enquanto a entrevista se desenrola, o apresentador pede a Lake para "fazer a cara", e, em seguida, Lake imita a aparência infame de Max.
O jogo também apresenta referências ao seu trabalho em Max Payne quando o jogador está autorizado a ler algumas páginas do romance do protagonista The Sudden Stop. Quando aberto, as páginas são dubladas por James McCaffrey, ator que dá voz a Max Payne, que fazem referências claras a jogos anteriores, como os personagens problemáticos que assassinam a esposa e o bebê, assim como o seu abuso de analgésicos.